# Flia
 (mai 2018).
Si vous disposez d'ouvrages ou d'articles de référence ou si vous connaissez des sites web de qualité traitant du thème abordé ici, merci de compléter l'article en donnant les références utiles à sa vérifiabilité et en les liant à la section « Notes et références ».
La flia (aussi connue sous le nom de fli ou flija) est un plat de la cuisine albanaise et du Kosovo. Elle se compose de plusieurs couches de crêpes couvertes avec de la crème et servie avec de la crème acidulée.
Le 14 mars est reconnu comme le « Jour de la flia » lors duquel les familles invitent leurs proches à préparer et à manger de la flia pour célébrer traditionnellement le début de l'été.
Selon certaines traditions albanaises, ce plat est préparé à la naissance d'un enfant pour lui porter chance.
La flia exige des ingrédients très simples : de la farine, de l’eau, du beurre, du yaourt et du sel. Les ingrédients principaux (la farine, l’eau et le sel) sont mélangés jusqu’à l’obtention d’une texture similaire à la pâte à crêpes. Les couches de pâte sont cuites en utilisant une sorte de couvercle en métal sphérique utilisé pour la cuisson. La flija est un plat qui se mange salé accompagné de fromage blanc type feta, de légumes frais comme la tomate ou le concombre ou même sucré avec de la confiture.